# Musée Neuhaus
Le Musée Neuhaus est un musée d'art et d'histoire de 1985 à 2011 situé à Bienne. En 2012, il fusionne avec le Musée Schwab, pour former le Nouveau Musée Bienne . 

## Histoire
Le Musée Neuhaus est situé dans les anciens bâtiments de la manufacture d’indiennes Verdan-Neuhaus (fondée en 1747 et fermée en 1842). En 1975, la dernière propriétaire de ces immeubles, Dora Neuhaus les lègue par testament en vue de la création d’un musée. En 1983, la Fondation Collection Robert y ouvre au premier étage le "Musée Robert", consacré aux peintres naturalistes de cette famille. Après sa restauration en 1985, l'appartement bourgeois du deuxième étage ouvre ses portes et devient le premier "Musée Neuhaus". Tous les bâtiments légués par la donatrice, sis à la Promenade de la Suze/ Faubourg du Lac, sont transformés de 1992 à 1995, devenant un musée multifacettes, abritant des collections diverses. La Fondation Collection Robert est d’office incluse à la nouvelle structure du musée. La Collection Karl et Robert Walser et la Cinécollection William Piasio, jusque-là déposées en prêt permanent respectivement par la Fondation Gottfried-Keller et la Ville de Bienne, peuvent également être intégrées. C’est à la fin de l’année 1995 que le Musée Neuhaus agrandi est inauguré.

## Expositions

### La vie bourgeoise auXIXesiècle
Reconstruit entre 1800 et 1802, le bâtiment principal de la manufacture d'indiennes accueille des locaux d'habitation. Alors que le rez-de-chaussée comprend des ateliers, des dépôts et des bureaux, les appartements des fabricants se situent au premier et au deuxième étage. C'est au deuxième étage que vit la fondatrice Dora Neuhaus de 1908 à 1975. En 1985, l'appartement est restauré et ouvre ses portes au public. Il devient alors le premier "Musée Neuhaus", consacré à l'habitat  bourgeois et à l'économie ménagère. Son mobilier et son aménagement reflète le quotidien d'une famille bourgeoise du XIXe siècle. 

### Histoire industrielle de Bienne
Le musée accueille également une exposition consacrée à trois domaines importants de l'industrie biennoise: l'horlogerie, la tréfilerie, et le textile. Elle retrace l'histoire industrielle de la ville depuis le XVIIIe siècle. 

### Cinécollection William Piasio
Cette collection, exposée au Musée Neuhaus de façon permanente, est un prêt de la Ville de Bienne. Elle retrace l'histoire de l'invention du cinéma (1895) ainsi que son développement jusque dans les années 1950. Elle réunit notamment des ouvrages scientifiques sur le domaine de l'optique écrits entre le XVIe siècle et le XIXe siècle, des modèles de lanternes magiques et de camera obscura, ainsi que de nombreux projecteurs et caméras. Une partie de la collection est également consacrée aux contributions de Bienne à l'histoire suisse du cinéma. 

### Collection Karl et Robert Walser
Cette exposition documente la vie et l'œuvre des frères Karl et Robert Walser, peintre et poète renommés nés à Bienne à la fin du XIXe siècle. 

### Fondation Collection Robert
Cette collection réunit 3000 aquarelles réalisées par la famille de peintres Robert. Elle comprend notamment des œuvres de Léo-Paul Robert, Paul-André Robert et Philippe Robert, ayant pour thèmes principaux la faune et la flore.